# Brig-Glis
Brig-Glis este o comunitate politică din cantonul Valais, Elveția, care a avut în anul 2008, 12.162 loc.

## Istoric
Brig-Glis, a luat naștere prin unirea în anul 1973 a localităților Brig, Glis, cătunul Gamsen și băile Brigerbad. Teritoriul comunității se întinde pe suprafața de 38.0 km², din vale de la altitudinea de 678 m, până în nordul regiunii Simplon care are atinge altitudinea de 2.737 m deasupra n.m..

## Date geografice
Localitățile vecine din districtul Brig: sunt Mund, Naters, Termen, Ried-Brig și Simplon, iar cele din districtul Visp: Lalden, Visp și Visperterminen.

## Economie
Brig-Glis, este centrul regiunii elvețiene unde se vorbește germana. Importanța economică a ținutului a crescut considerabil după construirea în anul 1906 a tunelului Simplon. Acest eveniment a permis legarea regiunii de rețeaua de căi ferate din Europa, compania Société Suisse des Explosifs (SSE), oferind locuri de muncă locuitorilor regiunii.

## Cultură
Din punct de cultural și istoric se poate aminti castelul Stockalper, Sala Grünwald și Sala Simplon unde se prezintă spectacole în mod regulat.